# Rubus macrophyllus
Rubus macrophyllus — вид квіткових рослин родини трояндових (Rosaceae).

## Поширення
Поширення: Австрія, Бельгія, Болгарія, Чехія, Франція, Німеччина, Велика Британія, Угорщина, Італія, Нідерланди, Польща, Швейцарія, Україна, Словенія.
В Україні наводиться для Карпат.